# 秋風嶺サービスエリア
秋風嶺サービスエリア（チュプンニョンサービスエリア）は慶尚北道金泉市の京釜高速道路上にあるサービスエリア。1971年1月1日に大韓民国で最初に開設されたサービスエリアである。インターチェンジを併設している。サービスエリア内には、京釜高速道路開通を記念した「祖国近代化の道、国土統一の道」という朴正煕元大統領の直筆が入った竣工記念塔が建てられている。

## 道路
- 京釜高速道路

## 施設

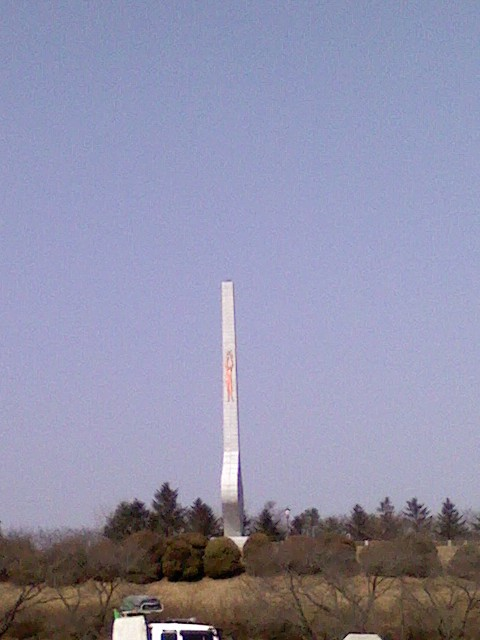
サービスエリア内にある京釜高速道路竣工記念碑

### ソウル方向
- レストラン
- ガソリンスタンド（GSカルテックス製油）LPG充填所併設
- 軽整備場
- トイレ
- 駐車場：大型33台、小型93台
- 竣工記念塔

### 釜山方向
- レストラン
- ガソリンスタンド（SKグループ）LPG充填所併設
- 軽整備場
- トイレ
- 駐車場：大型78台、小型153台
- 室内遊具
- ミニ動物園

## 隣
金泉IC - 秋風嶺SA / IC - 黄澗SA